# Casa Cabrera (Murcia)
Casa Cabrera es una pedanía del municipio de Abanilla, Murcia que se ubica al sur del municipio. Esta bajo la loma del Tale y discurre por sus términos el río Chícamo. Es una pedanía completamente llana, y hace frontera con Fortuna. La carretera comarcal MU-414 atraviesa la pedanía
No tiene ningún núcleo propio, sino que se divide en las caserías de Casa Cabrera y Los Colorados. Casa Cabrera se ubica a orillas del Trasvase Tajo Segura y sus casas se dispersa por la MU-414. Todo el caserío fue una finca que pertenecieron a las familia de los Cabrera, donde tiene su casa en la propia villa de Abanilla siendo el origen topónico del lugar. 
En los términos de la pedanía; se encuentra el polígono industrial del Semolilla y el paraje de El Paúl, formado por extensos viñedos y cortijos de gran interés.
Su población es de 66 habitantes.